# Bundesministerium für Wirtschaft und Energie

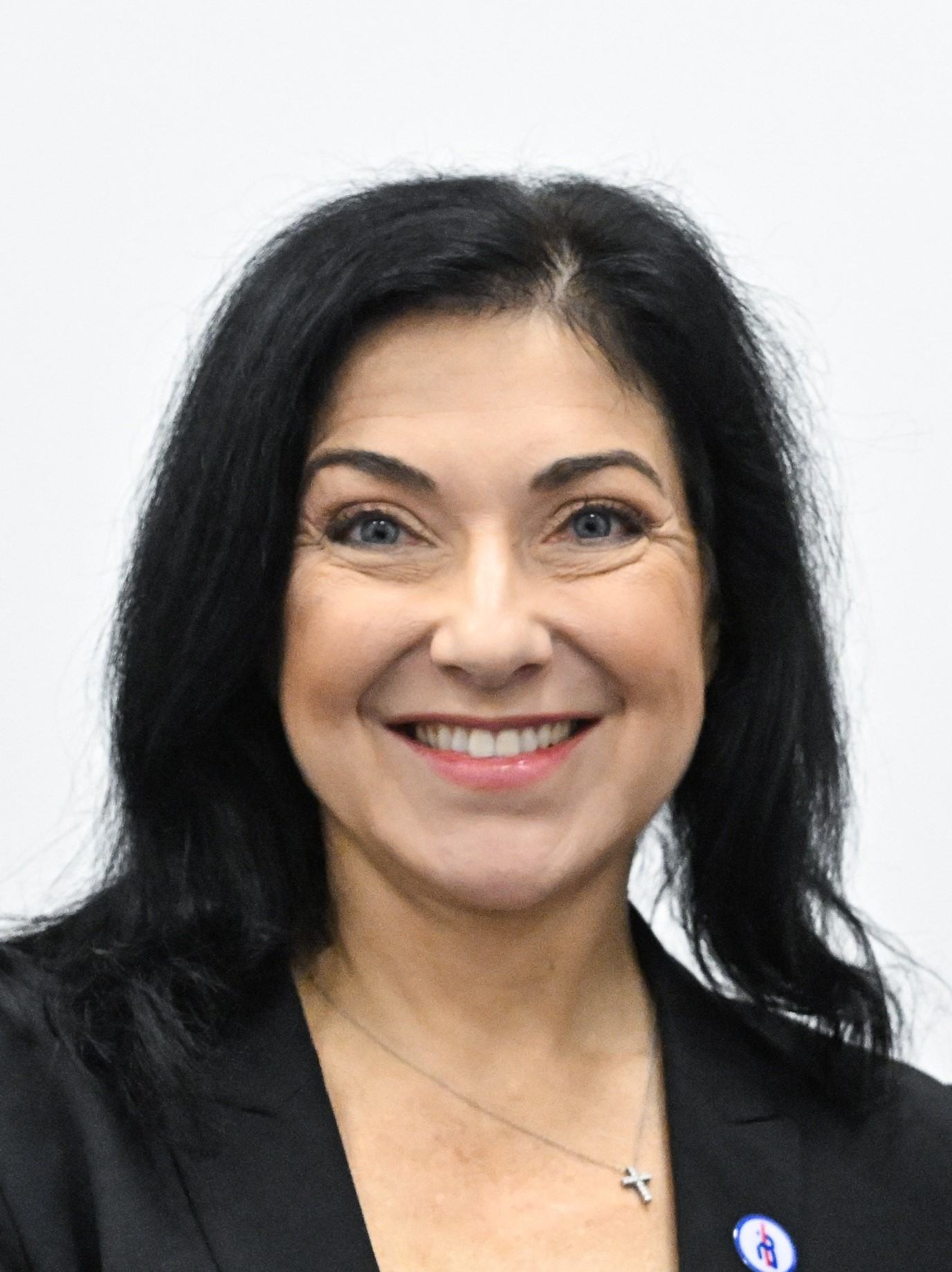
Katherina Reiche (CDU), Bundesministerin für Wirtschaft und Energie

Das Bundesministerium für Wirtschaft und Energie (BMWE) ist eine oberste Bundesbehörde der Bundesrepublik Deutschland. Es hat seinen Hauptsitz bzw. ersten Dienstsitz in Berlin, seinen zweiten Dienstsitz in der Bundesstadt Bonn. Derzeitige Behördenleiterin ist die Bundesministerin für Wirtschaft und Energie Katherina Reiche (CDU).
Die Behörde wurde 1949 als Bundesministerium für Wirtschaft gegründet. Mit Organisationserlass vom 6. Mai 2025 hat Bundeskanzler Friedrich Merz das Ministerium in Bundesministerium für Wirtschaft und Energie rückbenannt. Hierbei wurden die Zuständigkeiten für Transformationspolitik, Klimaschutz und Klimapartnerschaften, Raumfahrt einschließlich DLR, nationale und internationale Innovations- und Technologiepolitik, die Entwicklung digitaler Technologien, für die Hightech-Agenda sowie für Gigafactories, SPRIND und Games, bessere Rechtssetzung und Bürokratieabbau, Digitalpolitik, Recht der Datennutzung, digitale Wirtschaft, Datenverfügbarkeit, digitale Souveränität und Investitionsprüfungen und den Digitalgipfel an andere Ministerien übertragen.

## Geschichte

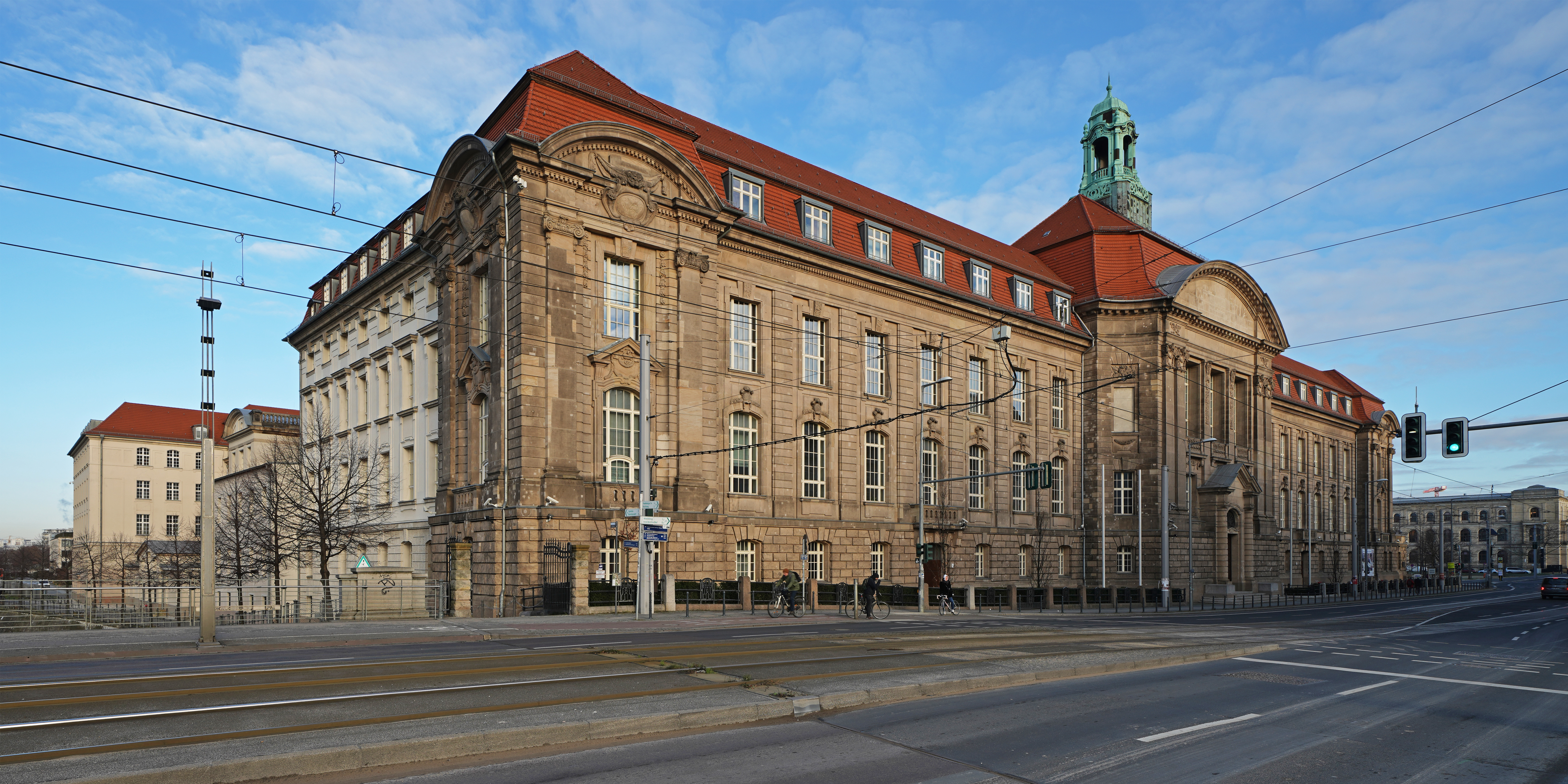
Erster Dienstsitz des BMWE in Berlin

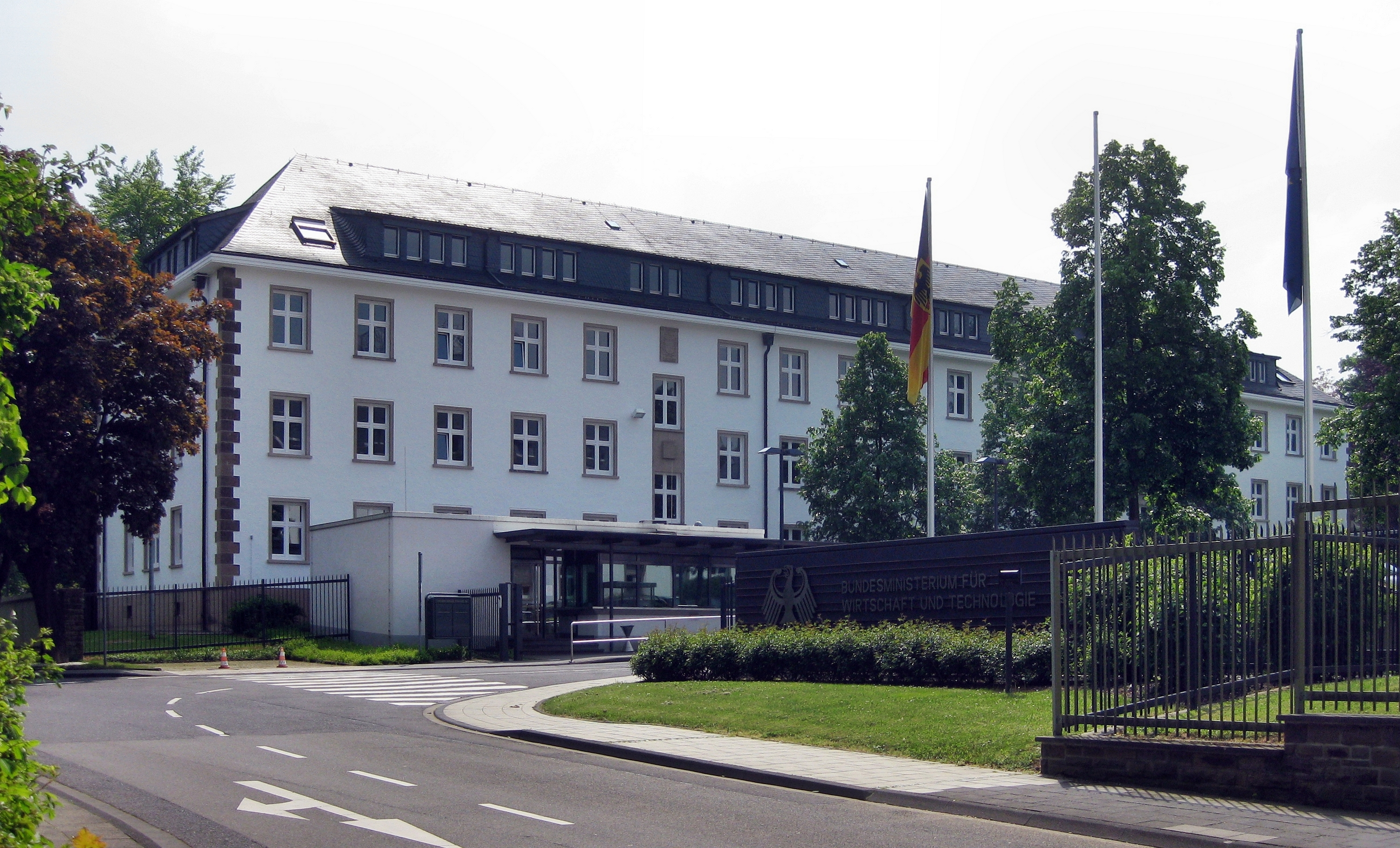
Zweiter Dienstsitz des BMWE in Bonn

Der Vorläufer des heutigen Bundesministeriums für Wirtschaft und Energie kann im 1917 gegründeten Reichswirtschaftsamt gesehen werden. Dieses entwickelte sich 1919 in das Reichswirtschaftsministerium, welches bis 1945 bestand. Die Aufgaben wurden von 1946 bis 1949 vom Verwaltungsamt für Wirtschaft übernommen. Nach der Gründung der Bundesrepublik bestand von 1949 bis 1998 das Bundesministerium für Wirtschaft.
Von Mai 1971 bis Dezember 1972 war es vorübergehend mit dem Bundesministerium der Finanzen zum Bundesministerium für Wirtschaft und Finanzen zusammengelegt. 1998 kam aus dem Forschungsministerium der Technologiebereich hinzu, so dass es fortan Bundesministerium für Wirtschaft und Technologie hieß.
Zwischen 2002 und 2005 war es mit Teilen des bisherigen Bundesministeriums für Arbeit und Sozialordnung zum Bundesministerium für Wirtschaft und Arbeit vereinigt.
Durch die Bundesregierung unter Angela Merkel wurden die beiden Bereiche 2005 wieder getrennt und das Ministerium wieder als Bundesministerium für Wirtschaft und Technologie benannt.
Mit der Bildung des Kabinetts Merkel III am 17. Dezember 2013 wurde das Ministerium in Bundesministerium für Wirtschaft und Energie umbenannt.
Mit der Bildung des Kabinetts Scholz am 8. Dezember 2021 wurde das Ministerium in Bundesministerium für Wirtschaft und Klimaschutz umbenannt. Noch am gleichen Tag ordnete dieser per Organisationserlass an, dass das Bundesministerium für Wirtschaft und Energie die Bezeichnung Bundesministerium für Wirtschaft und Klimaschutz erhält. Gemäß Erlass wurden dem Bundesministerium für Wirtschaft und Klimaschutz neue Zuständigkeiten übertragen: aus dem Geschäftsbereich des Bundesministeriums für Digitales und Verkehr die Zuständigkeit für Computerspiele und aus dem Geschäftsbereich des Bundesministeriums für Umwelt, Naturschutz, nukleare Sicherheit und Verbraucherschutz die Zuständigkeit für Klimaschutz einschließlich ihrer europäischen und internationalen Bezüge mit Ausnahme der internationalen Klimapolitik.
Mit Organisationserlass vom 6. Mai 2025 hat Bundeskanzler Friedrich Merz das Ministerium in Bundesministerium für Wirtschaft und Energie rückbenannt. Hierbei wurden viele Zuständigkeiten an andere Ministerien abgegeben:
- Transformationspolitik an das Bundesministerium des Innern,
- Klimaschutz und Klimapartnerschaften an das Bundesministerium für Umwelt, Klimaschutz, Naturschutz und nukleare Sicherheit,
- Raumfahrt einschließlich DLR, nationale und internationale Innovations- und Technologiepolitik, die Entwicklung digitaler Technologien, für die Hightech-Agenda sowie für Gigafactories, SPRIND und Games an das Bundesministerium für Forschung, Technologie und Raumfahrt sowie
- bessere Rechtssetzung und Bürokratieabbau, Digitalpolitik, Recht der Datennutzung, digitale Wirtschaft, Datenverfügbarkeit, digitale Souveränität und Investitionsprüfungen und den Digitalgipfel an das Bundesministerium für Digitales und Staatsmodernisierung.

Zur Erfüllung seiner Aufgaben ist das Ministerium 2023 in zehn Fachabteilungen und eine Zentralabteilung gegliedert:
- Zentralabteilung – Z
- Europapolitik – E
- Wirtschaftspolitik – I
- Wirtschaftsstabilisierung und Energiesicherheit – WE
- Klimaschutz – K
- Wärme, Wasserstoff und Effizienz – II
- Strom – III
- Industriepolitik – IV
- Außenwirtschaftspolitik – V
- Digital- und Innovationspolitik – VI
- Mittelstandspolitik – VII

Gegenüber dem Bundesministerium für Wirtschaft und Technologie (2013) wurden folgende Veränderungen vorgenommen: Einzelne Themen der IT-Politik wurden an das ebenfalls umgestaltete Bundesministerium für Verkehr und digitale Infrastruktur abgegeben. Die bisherigen Abteilungen Kommunikations- und Postpolitik (VI) und Technologiepolitik (VII) wurden daher in VI vereint. Das Themenfeld Energiepolitik wurde auf die Abteilungen II und III aufgeteilt (zuvor III). Mittelstandspolitik wurde um die Zuständigkeit für die neuen Bundesländer, zuvor Bundesministerium des Innern, erweitert und wechselte die Nummerierung von II zu VII. Im Anschluss an die Umbenennung zum Bundesministerium für Wirtschaft und Klimaschutz im Nachgang der Bundestagswahl 2021 wurde dem Ministerium die Abteilung Klimaschutz (K) zugeordnet, welche im Kabinett Merkel IV dem Bundesministerium für Umwelt, Naturschutz und nukleare Sicherheit angesiedelt war.
Eine Anpassung der Abteilung an den neuen Zuschnitt des Ministeriums im Kabinett Merz I ist bislang noch nicht erfolgt.

## Dienstsitz
Der Hauptsitz des Bundesministeriums für Wirtschaft und Energie ist untergebracht in einem Gebäudekomplex bestehend aus den historischen Gebäuden der ehemaligen Kaiser-Wilhelm-Akademie (einer Studienstätte zur Ausbildung von Militärärzten) und den Überresten des ehemaligen Invalidenhauses, ergänzt durch einige Neubauten. Das Invalidenhaus stammt in seiner Grundsubstanz aus der Mitte des 18. Jahrhunderts und lag damals außerhalb der Stadt. Das Gebäude der Kaiser-Wilhelm-Akademie wurde um 1900 errichtet.
Bereits 1994 wurde als erster Bauabschnitt der ehemalige Internatstrakt, der sich besonders gut als Bürogebäude eignet, wiederhergestellt und vom Ministerium genutzt. Von Juli 1996 bis Dezember 2000 fanden unter der Leitung der Architektengemeinschaft Baumann und Schnittger an den Gebäuden Umbauarbeiten statt mit dem Ziel, vom ursprünglichen Zustand des Gebäudes so viel wie möglich wiederherzustellen. Die Außenfassaden der Häuser wurden daher weitgehend rekonstruiert und originalgetreu wieder hergestellt. Die Projektkosten des 2. Bauabschnitts betrugen 194,3 Millionen Euro.

## Nachgeordnete Behörden
Dem Ministerium sind mehrere Bundesämter nachgeordnet. Dazu gehören
- das Bundeskartellamt (BKartA), Bonn,
- die Bundesnetzagentur für Elektrizität, Gas, Telekommunikation, Post und Eisenbahnen (BNetzA), Bonn,
  - die Bundesnetzagentur führt die Geschäfte des Deutschen Marktüberwachungsforums (DMÜF) auf der Grundlage von § 12 MüG, seit 2021 ist die Verordnung (EU) 2019/1020 über Marktüberwachung und Konformität von Produkten in Kraft,
- die Bundesanstalt für Materialforschung und -prüfung (BAM), Berlin,
- die Physikalisch-Technische Bundesanstalt (PTB) mit Hauptsitz in Braunschweig und Zweitsitz Berlin,
- die Bundesanstalt für Geowissenschaften und Rohstoffe (BGR) mit Hauptsitz Hannover und Zweitsitz Berlin-Spandau,
- das Bundesamt für Wirtschaft und Ausfuhrkontrolle (BAFA) in Eschborn und Bochum sowie
- die Germany Trade and Invest (GTAI), welche sich 2010 in das Ministerium in Bonn eingegliedert hat.

## Förderprogramme
Das Bundesministerium für Wirtschaft und Energie bezuschusst im Rahmen verschiedener Förderprogramme kleine und mittlere Unternehmen (KMUs) sowie diverse Hochschulen und Forschungseinrichtungen. Entsprechende Organisationen können durch die Programme „Mittelstand-Digital“, „go-digital“, „go-Inno“, „INNO-KOM“ und „WIPANO“ unterstützt werden.

### Mittelstand-Digital
„Mittelstand-Digital“ informiert kleine und mittlere Unternehmen über die Chancen und Herausforderungen der Digitalisierung. Mittelstand-Digital-Zentren in ganz Deutschland helfen mit Expertenwissen, Demonstrationszentren, Netzwerken zum Erfahrungsaustausch, Veranstaltungen und praktischen Beispielen. Das Bundesministerium für Wirtschaft und Energie ermöglicht die kostenfreie Nutzung aller Angebote von Mittelstand-Digital.

### go-digital
Die „go-digital“-Förderung richtet sich an kleine und mittlere Unternehmen aus der gewerblichen Wirtschaft und dem Handwerk. Firmen mit Sitz in Deutschland und weniger als 100 Mitarbeitern können für die Digitalisierung ihrer Prozesse mit 50 % Kostenzuschuss gefördert werden. Das Programm gliedert sich in fünf verschiedene Digitalisierungs-Aspekte:
- Digitalisierungsstrategien,
- IT-Sicherheit,
- Digitalisierte Geschäftsprozesse,
- Datenkompetenz,
- Digitale Markterschließung.

Dabei handelt es sich um die Optimierung von Geschäftsprozessen, das Erschließen zusätzlicher Marktanteile und den Datenschutz gegenüber Systemausfällen und Cyberkriminalität. Die Antragstellung der Förderung übernimmt das entsprechende Beratungsunternehmen, welches für die Umsetzung der „go-digital“-Maßnahmen sorgt.

### go-Inno
Kleine und mittlere Unternehmen, welche sich mit Innovations-Entwicklung beschäftigen, können im Rahmen des „go-Inno“-Programms gefördert werden. Insbesondere werden kleine Firmen adressiert, denen es an aktuellem Wissen zu Methoden und Instrumenten mangelt, um interne Produktinnovation oder technische Verfahrensinnovation erfolgreich zu managen. Beratungsleistungen zur Vorbereitung und Umsetzung entsprechender Ideen werden mit der „go-Inno“-Förderung zu 50 % gedeckt. Entsprechende Organisationen sollen durch innovative Produktlösungen ihre Wettbewerbsfähigkeit stärken.

### INNO-KOM
Aufgrund vieler strukturschwacher Regionen in Deutschland wurde 2009 das Förderprogramm „INNO-KOM-Ost“ gestartet. Das Programm richtete sich an gemeinnützige externe Industrieforschungseinrichtungen aus Ostdeutschland, welche hinsichtlich Innovation forschten und keine oder nur eine sehr geringe institutionelle Förderung (bis 20 %) erhalten. Seit dem 1. Januar 2017 wird das Programm unter dem neuen Namen „INNO-KOM“ in strukturschwachen Regionen in ganz Deutschland angewendet. Die jeweiligen Einrichtungen können über das Programm bei ihren Forschungs- und Entwicklungsprojekten der Vorlaufforschung (VF), der marktorientierten Entwicklung (MF) sowie investiven Maßnahmen zur Verbesserung der wissenschaftlich-technischen Infrastruktur (IZ) gefördert werden. Die maximale Förderung beträgt 550.000 € und erfolgt anteilig zu 70 % oder 90 %.

### WIPANO
Ziel des „WIPANO“-Förderprogramms ist im Gegensatz zu „go-Inno“ nicht die Förderung des Entstehens von Innovationen, sondern insbesondere deren Verbreitung mittels Wissens- und Technologietransfer. „WIPANO – Wissens- und Technologietransfer durch Patente und Normen“ fördert die effiziente Sicherung und Nutzung von geistigem Eigentum kleiner und mittlerer Unternehmen. Außerdem unterstützt das Programm die Überführung aktueller Forschungsergebnisse in Normen und Standards. Hochschulen und außeruniversitäre Forschungseinrichtungen erhalten die „WIPANO“-Förderung in Höhe von maximal 35 % Anteilsfinanzierung zur Identifizierung, schutzrechtlichen Sicherung und zur Vermarktung von Forschungsergebnissen. KMU’s, welche ihre Forschungs- und Entwicklungs-Ergebnisse erstmals durch gewerbliche Schutzrechte sichern oder deren letzte Schutzrechtsanmeldung über fünf Jahre zurückliegt, sind ebenfalls förderfähig. Die Höhe der Förderung liegt bei 50 % Kostenzuschuss auf die zuwendungsfähigen Ausgaben und einem maximalen Zuschussbetrag von 16.575 €.

## Beiräte
Das Ministerium verfügt über insgesamt sechs Beiräte.

### Wissenschaftlicher Beirat
Der wissenschaftliche Beirat berät den Bundesminister in allgemeinen Fragen der Wirtschaftspolitik.

### Beirat Junge Digitale Wirtschaft
Der Beirat Junge Digitale Wirtschaft ist ein Organ von Experten und Sachverständigen, die den Bundesminister in wirtschaftspolitischen Fragestellungen im Kontext von Digitalisierung und New Economy beraten. Der ursprünglich 2013 durch Bundesminister Philipp Rösler geschaffene Beirat tagt mehrmals im Jahr und teilt die Ergebnisse seiner Beratungen unter anderem in Form gutachterlicher Äußerungen mit.
Für Kritik sorgte im Juli 2021 die Forderung des Beirats nach einer „Disziplinierung der Presse“, um eine „ausgewogene Berichterstattung“ im Zusammenhang mit Börsengängen zu gewährleisten. Als Autoren fungierten Amorelie-Gründerin Lea-Sophie Cramer, Investor Christoph Gerlinger von der German Startups Group und Alex von Frankenberg, Geschäftsführer des High-Tech Gründerfonds. Nach der Kritik wurde das „Positionspapier zum Thema Börsengänge Deutscher Start-ups“, in dem sich dieser Vorschlag befand, zurückgezogen.

### Weitere Beiräte
| Beirat                | Gründung | Aufgabe                                                     |
| --------------------- | -------- | ----------------------------------------------------------- |
| Mittelstandsbeirat    | 1956     | Fragen des gewerblichen Mittelstandes und der Freien Berufe |
| Tourismusbeirat       | 1977     | Fragen des Tourismus                                        |
| Akkreditierungsbeirat | 2010     | Akkreditierungsfragen gemäß Akkreditierungsstellengesetz    |
| TTIP-Beirat           | 2014     | TTIP                                                        |

## Bundesminister seit 1949
| Name                                          | Bild                          | Partei                        | Beginn der Amtszeit           | Ende der Amtszeit             | Kabinett(e)                                                |
| Bundesminister für Wirtschaft                 | Bundesminister für Wirtschaft | Bundesminister für Wirtschaft | Bundesminister für Wirtschaft | Bundesminister für Wirtschaft | Bundesminister für Wirtschaft                              |
| --------------------------------------------- | ----------------------------- | ----------------------------- | ----------------------------- | ----------------------------- | ---------------------------------------------------------- |
| Ludwig Erhard (1897–1977)                     |                               | parteilos                     | 20. September 1949            | 16. Oktober 1963              | Adenauer I Adenauer II Adenauer III Adenauer IV Adenauer V |
| Kurt Schmücker (1919–1996)                    |                               | CDU                           | 17. Oktober 1963              | 30. November 1966             | Erhard I Erhard II                                         |
| Karl Schiller (1911–1994)                     |                               | SPD                           | 1. Dezember 1966              | 7. Juli 1972                  | Kiesinger Brandt I                                         |
| Helmut Schmidt (1918–2015)                    |                               | SPD                           | 7. Juli 1972                  | 15. Dezember 1972             | Brandt I                                                   |
| Hans Friderichs (* 1931)                      |                               | FDP                           | 15. Dezember 1972             | 7. Oktober 1977               | Brandt II Schmidt I Schmidt II                             |
| Otto Graf Lambsdorff (1926–2009)              |                               | FDP                           | 7. Oktober 1977               | 17. September 1982            | Schmidt II Schmidt III                                     |
| Manfred Lahnstein (* 1937)                    |                               | SPD                           | 17. September 1982            | 1. Oktober 1982               | Schmidt III                                                |
| Otto Graf Lambsdorff (1926–2009)              |                               | FDP                           | 4. Oktober 1982               | 27. Juni 1984                 | Kohl I Kohl II                                             |
| Martin Bangemann (1934–2022)                  |                               | FDP                           | 27. Juni 1984                 | 9. Dezember 1988              | Kohl II Kohl III                                           |
| Helmut Haussmann (* 1943)                     |                               | FDP                           | 9. Dezember 1988              | 18. Januar 1991               | Kohl III                                                   |
| Jürgen Möllemann (1945–2003)                  |                               | FDP                           | 18. Januar 1991               | 21. Januar 1993               | Kohl IV                                                    |
| Günter Rexrodt (1941–2004)                    |                               | FDP                           | 21. Januar 1993               | 26. Oktober 1998              | Kohl IV Kohl V                                             |
| Bundesminister für Wirtschaft und Technologie |                               |                               |                               |                               |                                                            |
| Werner Müller (1946–2019)                     |                               | Parteilos                     | 27. Oktober 1998              | 22. Oktober 2002              | Schröder I                                                 |
| Bundesminister für Wirtschaft und Arbeit      |                               |                               |                               |                               |                                                            |
| Wolfgang Clement (1940–2020)                  |                               | SPD                           | 22. Oktober 2002              | 22. November 2005             | Schröder II                                                |
| Bundesminister für Wirtschaft und Technologie |                               |                               |                               |                               |                                                            |
| Michael Glos (* 1944)                         |                               | CSU                           | 22. November 2005             | 10. Februar 2009              | Merkel I                                                   |
| Karl-Theodor zu Guttenberg (* 1971)           |                               | CSU                           | 10. Februar 2009              | 28. Oktober 2009              | Merkel I                                                   |
| Rainer Brüderle (* 1945)                      |                               | FDP                           | 28. Oktober 2009              | 12. Mai 2011                  | Merkel II                                                  |
| Philipp Rösler (* 1973)                       |                               | FDP                           | 12. Mai 2011                  | 17. Dezember 2013             | Merkel II                                                  |
| Bundesminister für Wirtschaft und Energie     |                               |                               |                               |                               |                                                            |
| Sigmar Gabriel (* 1959)                       |                               | SPD                           | 17. Dezember 2013             | 27. Januar 2017               | Merkel III                                                 |
| Brigitte Zypries (* 1953)                     |                               | SPD                           | 27. Januar 2017               | 14. März 2018                 | Merkel III                                                 |
| Peter Altmaier (* 1958)                       | Peter Altmaier                | CDU                           | 14. März 2018                 | 8. Dezember 2021              | Merkel IV                                                  |
| Bundesminister für Wirtschaft und Klimaschutz |                               |                               |                               |                               |                                                            |
| Robert Habeck (* 1969)                        |                               | Grüne                         | 8. Dezember 2021              | 6. Mai 2025                   | Scholz                                                     |
| Bundesminister für Wirtschaft und Energie     |                               |                               |                               |                               |                                                            |
| Katherina Reiche (* 1973)                     |                               | CDU                           | 6. Mai 2025                   | amtierend                     | Merz                                                       |

## Parlamentarische Staatssekretäre
- 1967–1970: Klaus Dieter Arndt (SPD)
- 1970–1971: Philip Rosenthal (SPD)
- 1972: Rainer Offergeld (SPD)
- 1972–1987: Martin Grüner (FDP)
- 1983–1987: Rudolf Sprung (CDU)
- 1987–1989: Ludolf-Georg von Wartenberg (CDU)
- 1987–1993: Erich Riedl (CSU)
- 1989–1992: Klaus Beckmann (FDP)
- 1992–1998: Heinrich Leonhard Kolb (FDP)
- 1993–1994: Reinhard Göhner (CDU)
- 1994–1997: Norbert Lammert (CDU)
- 1998–2002: Siegmar Mosdorf (SPD)
- 2001–2002: Margareta Wolf (GRÜNE)
- 2002–2005: Gerd Andres (SPD)
- 2002–2005: Rezzo Schlauch (GRÜNE)
- 2002–2005: Ditmar Staffelt (SPD)
- 2005–2009: Dagmar Wöhrl (CSU)
- 2005–2009: Hartmut Schauerte (CDU)
- 2005–2013: Peter Hintze (CDU)
- 2009–2013: Ernst Burgbacher (FDP)
- 2009–2013: Hans-Joachim Otto (FDP)
- 2013–2017: Brigitte Zypries (SPD)
- 2013–2018: Uwe Beckmeyer (SPD)
- 2013–2018: Iris Gleicke (SPD)
- 2017–2018: Dirk Wiese (SPD)
- 2018–2019: Oliver Wittke (CDU)
- 2018–2020: Christian Hirte (CDU)
- 2018–2021: Thomas Bareiß (CDU)
- 2019–2021: Elisabeth Winkelmeier-Becker (CDU)
- 2020–2021: Marco Wanderwitz (CDU)
- 2021–2022: Oliver Krischer (Grüne)
- 2021–2025: Franziska Brantner (Grüne)
- 2021–2025: Michael Kellner (Grüne)
- 2022–2025: Stefan Wenzel (Grüne)
- seit 2025: Gitta Connemann (CDU)
- seit 2025: Stefan Rouenhoff (CDU)

## Beamtete Staatssekretäre
- 1949–1951: Eduard Schalfejew
- 1951–1963: Ludger Westrick
- 1958–1963: Alfred Müller-Armack (CDU)
- 1963–1966: Wolfram Langer
- 1963–1968: Fritz Neef
- 1967–1972: Johann Baptist Schöllhorn
- 1968–1969: Klaus von Dohnanyi (SPD)
- 1969–1978: Detlev Rohwedder (ab 1971 SPD)
- 1972: Ernst Wolf Mommsen
- 1973–1991: Otto Schlecht
- 1979–1995: Dieter von Würzen
- 1991–1994: Johann Eekhoff
- 1994–1997: Johannes Ludewig
- 1995–1999: Lorenz Schomerus
- 1997–1998: Rudi Geil (CDU)
- 1997–1998: Klaus Bünger
- 1998–2004: Alfred Tacke (SPD)
- 1999–2003: Axel Gerlach
- 2002–2005: Rudolf Anzinger
- 2002–2006: Georg-Wilhelm Adamowitsch (SPD)
- 2004–2011: Bernd Pfaffenbach
- 2005–2008: Joachim Wuermeling (CSU)
- 2006–2009: Walther Otremba
- 2008–2012: Jochen Homann
- 2009–2014: Bernhard Heitzer (FDP)
- 2011–2014: Stefan Kapferer (FDP)
- 2012–2014: Anne Ruth Herkes
- 2014–2017: Rainer Sontowski (SPD)
- 2014–2018: Rainer Baake (Grüne)
- 2014–2018: Matthias Machnig (SPD)
- 2018–2021: Ulrich Nußbaum
- 2018–2021: Claudia Dörr-Voß
- 2019–2021: Andreas Feicht (CDU)
- 2021–2023: Patrick Graichen (Grüne)
- 2021–2024: Sven Giegold (Grüne)
- 2021–2025: Anja Hajduk (Grüne)
- 2021–2025: Udo Philipp (Grüne)
- 2023–2025: Philipp Nimmermann (Grüne)
- 2024–2025: Bernhard Kluttig
- seit 2025: Frank Wetzel
- seit 2025: Thomas Steffen